# Сирена за гражданска защита
Сирена за гражданска отбрана, известна още като сирена за въздушна тревога или сирена за торнадо, е сирена, използвана за отправяне на спешно предупреждение към населението за наближаваща опасност. Понякога се пуска повторно, за да извести, че опасността е преминала. Някои сирени, особено в малките общини, се използват и за отправяне на предупреждения от пожарната, когато е необходимо. 
Първоначално предназначени да предупреждават жителите на града за въздушни нападения по време на Втората световна война, впоследствие сирените за гражданска отбрана са използвани за предупреждения за ядрена атака и природни бедствия, като торнадо. Постепенно много от сирените са заменени с по-специфични предупреждения, като например базираната на радиоизлъчване система за спешно предупреждение, базираната на клетъчно излъчване система за безжични спешни предупреждения и мобилните технологии EU-Alert.
Чрез използване на различни тонове или бинарни звукови модели могат да се индикират различни степени на тревога. Електронните сирени могат да предават гласови съобщения в допълнение към предупредителните звукови сигнали. Системите за сирени могат да бъдат електронно управлявани и интегрирани в други системи за предупреждение.

## В България
В България има разположени над 4000 сирени, като най-много са в София. Сирените са инсталирани за първи път по време на Втората световна война, за да предупреждават хората за предстоящи атаки от Нацистка Германия. През 90-те години на XX век са заменени от електронни сирени, предимно изработени в Германия тип ECN устройства или други мощни високоговорителни системи, разположени на покривите или в горната част на различни обществени сгради. 
Сирените за гражданска защита в България се тестват два пъти годишно в първия работен ден на април и на октомври в 11 ч., за да се провери дали са изправни; обществото се информира предварително, че предстои тестване. Сигналите могат да включват „тревога“ (непрекъснат триминутен вой от акустични сирени с честота от 700 до 1000 Hz, използван за указване на настъпваща опасност, в комбинация с гласови съобщения) и „въздушна опасност“ (прекъснат триминутен вой на електромеханични и/или електронни/акустични сирени в продължение с честота от 140 до 415 Hz), съответно  „край на тревогата“ и „отбой въздушна опасност“ (наричан понякога сигнал „всичко е чисто“, който представлява непрекъснат единичен тон).
Сирените се използват и за честване на Деня на Ботев на 2 юни всяка година, но с различен сигнал от утвърдените сигнали за ранно предупреждение.
Силните трусове в България са рядкост, така че не е необходима специална система за предупреждение за земетресения.